# Отрантська протока
 Отрантська протока (італ. Canale d'Otranto, алб. Kanali i Otrantos) — протока між Апеннінським і Балканським півостровами, сполучає Адріатичне і Іонічне моря. Західний берег належить Італії, східний — Албанії. Ширина в найвужчому місці 75 км, глибина до 850 м. Протока має назву за іменем італійського міста Отранто.

## Історія
З давніх часів  Отрантська протока мала життєве стратегічне значення. Римляни переправляли війська через протоку на схід, після чого вони мали можливість лише за один день маршу дістатися до території теперішньої Албанії.
За часів Першої світової війни союзницькі флоти Італії, Франції та Великої Британії, блокуючи протоку здебільшого легкими суднами, запобігали виходу Австро-Угорського флоту в Середземне море.
У 1997 та 2004 роках близько 100 людей загинуло під час спроб нелегального перетину протоки.